# DSA-344
La DSA-344 es una carretera perteneciente a la Red Secundaria de la Diputación Provincial de Salamanca que une la  SA-213  con la localidad de Morasverdes.
También pasa la localidad de Dios le Guarde.

## Origen y Destino
La carretera  DSA-344  tiene su origen en Alba de Yeltes en la intersección con la carretera  SA-213 , y termina en Morasverdes en la intersección con la carretera  SA-220  formando parte de la Red de carreteras de Salamanca.